# Attica (Kansas)
Attica é uma cidade localizada no estado americano de Kansas, no Condado de Harper.

## Demografia
Segundo o censo americano de 2000, a sua população era de 636 habitantes. 
Em 2006, foi estimada uma população de 592, um decréscimo de 44 (-6.9%).

## Geografia
De acordo com o United States Census Bureau tem uma área de 
1,5 km², dos quais 1,5 km² cobertos por terra e 0,0 km² cobertos por água. Attica localiza-se a aproximadamente 443 m acima do nível do mar.

## Localidades na vizinhança
O diagrama seguinte representa as localidades num raio de 24 km ao redor de Attica. 